# Плюмбогуміт

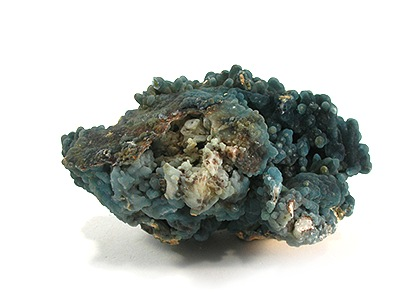
Плюмбогуміт

Плюмбогуміт, плюмбоґуміт (рос. плюмбогуммит; англ. plumbogummite; нім. Plumbogummit m) — мінерал, основний фосфат свинцю та алюмінію острівної будови.
Від плюмбо… та лат. «gummi» — смола (de Laumont, 1819). Син. — гітчкокіт, гумішпат, плюмборезиніт.

## Загальний опис
Хімічна формула:
- 1. За Є. Лазаренком: PbAl3H(OH)6[PO4]2.
- 2. За К.Фреєм, Ґ.Штрюбелем, З.Ціммером: PbAl3[(OH)6 | PO4 РО3ОН].
- 3. За «Fleischer's Glossary» (2004): PbAl3[PO4]2(OH)5•H2O.

Склад у %: PbO — 30,5; Al2O3 — 27,9; P2O5 — 19,4; H2O — 22,2.
Сингонія тригональна, дитригонально-скаленоедричний вид.
Утворює клеєподібні натеки, ниркоподібні агрегати, сталактити.
Густина 4,0-4,9.
Твердість 4,0-5,5.
Колір жовтий до світло-бурого.
Зустрічається в зоні окиснення родовищ свинцю. Відомі псевдоморфози по бариту і піроморфіту. Знахідки: Бретань і Нюсьєр (Франція), Рафтен (Велика Британія), Біамантин (Бразилія). Рідкісний.